# Нея (город)
Не́я — город в России, административный центр Нейского муниципального округа Костромской области. Статус города имеет с 1958 года.
Город расположен на правом берегу реки Неи (приток Унжи), в 237 км к северо-востоку от областного центра Костромы. Одноимённая железнодорожная станция на линии Буй — Котельнич.
Население — 7816 чел. (2021).

## Физико-географическая характеристика

### Географическое положение
Город находится в центральной части Костромской области, преимущественно на правом берегу реки Нея, на высоте около 105 метров над уровнем моря. Рельеф местности равнинный. Город окружён таёжными лесами. Преобладают подзолистые и дерново-подзолистые почвы.
По автомобильной дороге расстояние до областного центра Костромы составляет 230 км. Через город проходит железнодорожная ветка Буй — Свеча Северной железной дороги, имеется станция Нея.

### Климат
Климат умеренный континентальный, характеризующийся холодной продолжительной зимой и коротким тёплым летом. Согласно классификации климатов Кёппена, климат Неи относится к типу Dfb (влажный континентальный климат с тёплым летом). Среднегодовая температура воздуха составляет +3,2 °C. Средняя температура самого холодного месяца, января, равна −12,5 °C, а самого тёплого, июля, — +18,1 °C. Годовая норма осадков — 614 мм. Наименьшее количество осадков выпадает в феврале (26 мм), наибольшее — в июле (81 мм).

### Часовой пояс
Нея, как и вся Костромская область, находится в часовой зоне МСК (московское время). Смещение применяемого времени относительно UTC составляет +3:00.

## История
Возникновение населённого пункта связано со строительством железной дороги Вологда — Вятка. В 1905 году здесь был открыт лесопильный завод англичанина Оскара Стевеня. В 1906 году была открыта железнодорожная станция Нея, получившая название по протекающей рядом реке Нее. Вокруг станции и завода начал формироваться посёлок, относившийся на тот момент к Кологривскому уезду.
20 сентября 1926 года посёлок Нея получил статус рабочего посёлка. В апреле 1929 года был образован Нейский район, и Нея стала его административным центром. 28 февраля 1958 года Указом Президиума Верховного Совета РСФСР рабочий посёлок Нея был преобразован в город областного подчинения.
В рамках муниципальной реформы и в соответствии с Федеральным законом № 131-ФЗ «Об общих принципах организации местного самоуправления в Российской Федерации», город Нея с окрестными территориями образовал муниципальное образование со статусом городского поселения в составе Нейского муниципального района.
Законом Костромской области от 18 марта 2021 года № 65-7-ЗКО муниципальный район город Нея и Нейский район, а также все входившие в его состав городское и сельские поселения, были к 29 марта 2021 года упразднены и преобразованы путём их объединения в новое муниципальное образование — Нейский муниципальный округ. Действующий Устав муниципального округа был принят 13 января 2022 года.

## Местное самоуправление
Город Нея является административным центром Нейского муниципального округа Костромской области. Структуру органов местного самоуправления округа составляютСт. 27 Устава:
- Дума Нейского муниципального округа — представительный орган муниципального образования. Состоит из 15 депутатов, избираемых населением на муниципальных выборах по многомандатным избирательным округам на основе всеобщего равного и прямого избирательного права при тайном голосовании. Срок полномочий Думы — 5 лет. Возглавляется председателем, избираемым из состава депутатов.
- Глава Нейского муниципального округа — высшее должностное лицо муниципального образования. Избирается Думой из числа кандидатов, представленных конкурсной комиссией по результатам конкурса. Возглавляет Администрацию муниципального округа. Срок полномочий — 5 лет. Осуществляет свои полномочия на постоянной основе. Действующий глава (на 2024 год) — Сергей Витальевич Иванов.
- Администрация Нейского муниципального округа — исполнительно-распорядительный орган муниципального образования.
- Контрольно-счётная комиссия Нейского муниципального округа — контрольно-счётный орган, орган внешнего муниципального финансового контроля.

Официальным печатным изданием для опубликования муниципальных правовых актов является газета «Нейские вести»Ст. 29 Устава.

## Население
| 1926    | 1931    | 1939    | 1959    | 1970    | 1979    | 1989    | 1992    | 1996    |
| ------- | ------- | ------- | ------- | ------- | ------- | ------- | ------- | ------- |
| 1700    | ↗4600   | ↗8900   | ↗13 446 | ↗14 416 | ↘12 676 | ↗13 291 | ↘13 000 | ↘12 600 |
| 1998    | 2002    | 2003    | 2005    | 2006    | 2007    | 2008    | 2009    | 2010    |
| ↘12 300 | ↘11 506 | ↘11 500 | ↘11 200 | ↘11 000 | ↘10 900 | ↘10 746 | ↗10 821 | ↘9827   |
| 2011    | 2012    | 2013    | 2014    | 2015    | 2016    | 2017    | 2018    | 2019    |
| ↘9800   | ↘9587   | ↘9377   | ↘9242   | ↘9132   | ↘9001   | ↘8964   | ↘8865   | ↘8720   |
| 2020    | 2021    |         |         |         |         |         |         |         |
| ↘8573   | ↘7816   |         |         |         |         |         |         |         |

На 1 января 2025 года по численности населения город находился на 1005-м месте из 1124 городов Российской Федерации.

### Национальный состав
По данным Всероссийской переписи населения 2020 года, на 1 октября 2021 года в городе проживали представители следующих национальностей (указаны национальности с долей более 0,1 % и иные многочисленные группы):
| Национальность | Численность, чел. | Доля, %  |
| -------------- | ----------------- | -------- |
| Русские        | 7598              | 97,21 %  |
| Украинцы       | 19                | 0,24 %   |
| Азербайджанцы  | 11                | 0,14 %   |
| Армяне         | 8                 | 0,10 %   |
| Другие         | 180               | 2,31 %   |
| Итого          | 7816              | 100,00 % |

## Экономика
Основу экономики города и округа составляют лесопромышленный комплекс и сельскохозяйственное производство.
Крупные и средние предприятия города и округа специализируются на лесозаготовке (около 200 тыс. м³ в год) и глубокой переработке древесины. Выпускается обрезной и необрезной пиломатериал, половая доска, брус, вагонка, штакетник, поддоны и другая продукция. Действуют предприятия ООО «Массив», ЗАО «ЛДЗ», ЗАО «Неялесдревстрой», а также несколько частных пилорам.
Предприятия лёгкой промышленности занимаются пошивом одежды по индивидуальным заказам и производством рабочей одежды (от голиц до утеплённых курток и комбинезонов).
В округе ведётся заготовка торфа (топливного и сельскохозяйственного).
Пищевая промышленность представлена в основном хлебопекарным производством.
В конце 1990-е годов и в 2000-е годы обсуждался проект строительства в Нее крупного целлюлозно-бумажного комбината (ЦБК). Идея получила поддержку на федеральном уровне, однако после нахождения инвестора (финский концерн Ruukki) в 2006 году проект был перенесён в город Мантурово и до настоящего времени не реализован.
Услуги мобильной телефонной связи предоставляют операторы МТС, Билайн, МегаФон и Tele2.

## Транспорт
Через город проходит федеральная автодорога Р243 Кострома — Шарья — Киров — Пермь. Имеется объездная автомобильная дорога.

### Автобусное сообщение
Нея связана регулярным автобусным сообщением с областным центром Костромой (маршрут № 551, обычно один рейс в день в каждом направлении). Пассажирские перевозки внутри города и в пригородном сообщении осуществляет ООО «Нейское АТП», используя преимущественно микроавтобусы ГАЗель и автобусы малого класса ПАЗ-3205. Качество дорожной сети в округе может влиять на стабильность автобусного сообщения с отдалёнными населёнными пунктами.
Стоимость проезда на городских маршрутах по состоянию на 2024 год составляет 28 рублей. Для школьников и учащихся колледжа действует месячный проездной билет.
Городские маршруты:
- № 1 Лесозавод — АТП
- № 2 АТП — АРЗ
- № 3 Железнодорожный вокзал — Нельша
- № 4 АТП — ул. Мичурина — ул. Первомайская
- № 5 АТП — ул. Мичурина — ул. Первомайская — АРЗ
- № 6 АТП — АРЗ — ул. Мичурина
- № 7 Железнодорожный вокзал — ул. Дорожная

Пригородные маршруты:
- № 341 Нея — Номжа
- № 343 Нея — Михалёво
- № 345 Нея — Школьный
- № 346 Нея — Коммунар
- № 346А Нея — Коммунар — Баскаково

### Железнодорожное сообщение
В городе расположена железнодорожная станция Нея на линии Буй — Котельнич Северной железной дороги. Осуществляется пассажирское сообщение с городами Урала, Сибири, Дальнего Востока, а также с Москвой и Санкт-Петербургом. Вблизи города также находится станция Нельша.

## Средства массовой информации

### Телевидение
Костромской филиал РТРС обеспечивает приём цифрового эфирного телевидения мультиплексов РТРС-1 (60 ТВК) и РТРС-2 (24 ТВК).
Областной телеканал «Русь» вещает в аналоговом формате на 26 ТВК.

### Радио
- 103,2 МГц Радио России / ГТРК «Кострома»

### Печать
Издаётся общественно-политическая газета «Нейские вести».

## Социальная сфера и культура
Система образования города включает четыре детских сада, две средние общеобразовательные школы (№ 1 и № 2), одну основную общеобразовательную школу (№ 3), Нейский политехнический техникум. Действуют учреждения дополнительного образования: станция юных техников, детско-юношеская спортивная школа, детская школа искусств (музыкальное и художественное отделения). Кинотеатр «Дружба» закрыт.
В городе работают Нейский краеведческий музей, Районный дом культуры (РДК), Нейская централизованная библиотечная система. Медицинскую помощь оказывает ОГБУЗ «Нейская районная больница».
В центре Неи расположен парк, имеющий статус памятника природы. Водонапорная башня, построенная в начале XX века, является памятником архитектуры регионального значения.

### Известные уроженцы и жители
- Герои Советского Союза:

```
   *   
Махотин Борис Владимирович
 (1921—1977)
   *   
Русов Вениамин Алексеевич
 (1916—1960)
   *   
Смирнов Николай Иванович
 (1904—1974)
   *   
Соловьёв Виталий Ефимович
 (1922—1991)
   *   
Шейнаускас Стасис Стасевич
 (1917—1945)
```

- Другие известные люди:

```
   *   
Азизов, Альберт Сергеевич
 (1936—1982) — советский поэт-песенник, автор текстов более 40 песен, включая «Синюю песню» (известную также как «Синий иней»).
```

### Почётные граждане
Звание «Почётный гражданин Нейского муниципального округа»До 2021 года — «Почётный гражданин муниципального района город Нея и Нейский район» является высшей формой признания заслуг жителей в социально-экономическом и культурном развитии округа (ранее — района). Звание было учреждено постановлением главы муниципального района 9 июня 2008 года. Первое присвоение состоялось в 2008 году, звания были удостоены Г. Б. Лазарева, З. М. Смирнова и Г. Ф. Сердцев.
Список почётных граждан (по данным на 2019 год):
- Беляев Борис Васильевич (2014)
- Болотов Анатолий Александрович (2013)
- Думаревский Борис Иванович (2017)
- Зимин Борис Николаевич (2012)
- Игумен Варфоломей (Коломацкий) (2014)
- Кудряшов Виктор Васильевич (2016)
- Лазарева Галина Борисовна (2008)
- Лапшин Николай Дмитриевич (2010)
- Малышев Николай Фёдорович (2017)
- Малышева Нина Павловна (2009)
- Милушкова Галина Ивановна (2019)
- Новикова Людмила Васильевна (2009)
- Пискунов Александр Григорьевич (2019)
- Пузикова Тамара Васильевна (2018)
- Румянцева Зоя Валентиновна (2018)
- Сердцев Галактион Филиппович (2008)
- Смирнов Александр Степанович (6 мая 2015)
- Смирнов Сергей Вениаминович (2019)
- Смирнова Валентина Андреевна (2014)
- Смирнова Зинаида Михайловна (2008)
- Снегирёва Татьяна Игнатьевна (2012)
- Федецов Дмитрий Дмитриевич (2018)

## Религия
В Нее действует православный храм святителя Спиридона Тримифунтского. Храм был построен в 2003—2006 годах и относится к 8-му благочинническому округу Галичской епархии Русской православной церкви.
На городском кладбище в 2007—2008 годах была установлена православная часовня в честь святителя Дионисия, архиепископа Суздальского.

## Символика
Нейский муниципальный округ имеет официально утверждённые герб и флаг. Герб отражает исторические, культурные и экономические особенности территории.
Геральдическое описание герба:
В рассечённом серебром и лазурью (синим, голубым) поле вырастающая ель, переменяющая цвет с зелени на золото, сопровождаемая стропилом переменных цветов, изломанным сообразно очертаниям ели; все углы стропила скруглены.
Обоснование символики:
- Волнистое стропило символизирует реку Нею, давшую название городу и округу. Название реки, предположительно, происходит из языка древнего финно-угорского племени меря и означает «извилистая река».
- Ель символизирует лесное хозяйство и деревообрабатывающую промышленность — основу экономики Неи и округа.
- Рассечение щита (вертикальное деление) символизирует железную дорогу, сыгравшую ключевую роль в возникновении города, а также центральное положение округа в Костромской области.
- Перемена цветов ели и стропила подчёркивает взаимосвязь реки и лесной промышленности.
- Серебро символизирует чистоту, благородство, мир.
- Лазурь (синий, голубой) символизирует честь, искренность, водные просторы.
- Зелень символизирует природу, надежду, здоровье.
- Золото символизирует уважение, богатство, стабильность.

Авторская группа:
- Идея герба: Константин Мочёнов (Химки), Владимир Фёдоров (Шарья).
- Обоснование символики: Кирилл Переходенко (Конаково).
- Художник: Оксана Фефелова (Балашиха).
- Компьютерный дизайн: Оксана Афанасьева (Москва).

Герб может использоваться с вольной частью — четырёхугольником в верхнем углу с фигурами герба Костромской области.

## Карты
- Лист карты O-38-XIV. Масштаб: 1 : 200 000. Состояние местности на 1982 год. Издание 1989 г.